# U-1222
 U-1222  — немецкая подводная лодка типа IXC/40, времён Второй мировой войны. 
Заказ на постройку субмарины был отдан 25 августа 1941 года. Лодка была заложена 2 ноября 1942 года на верфи судостроительной компании Дойче Верфт АГ, Гамбург, под строительным номером 385, спущена на воду 9 июня 1943 года, 1 сентября 1943 года под командованием капитан-лейтенанта Хайнца Бильфельда вошла в состав учебной 4-й флотилии. 1 марта 1944 года вошла в состав 10-й флотилии. Лодка совершила один боевой поход, успехов не достигла. Потоплена 11 июля 1944 года в Бискайском заливе к западу от Ла-Рошели, в районе с координатами 46°31′ с. ш. 05°29′ з. д. глубинными бомбами с британского самолёта типа «Сандерленд». Все 56 членов экипажа погибли.